# Населення Сінгапуру
Населення Сінґапуру. Чисельність населення країни 2015 року становила 5,674 млн осіб (114-те місце у світі). Чисельність сінгапурців стабільно збільшується, народжуваність 2015 року становила 8,27 ‰ (219-те місце у світі), смертність — 3,43 ‰ (217-те місце у світі), природний приріст — 1,89 % (57-ме місце у світі) . 

## Природний рух

### Відтворення
Народжуваність у Сінґапурі, станом на 2015 рік, дорівнює 8,27 ‰ (219-те місце у світі). Коефіцієнт потенційної народжуваності 2015 року становив 0,81 дитини на одну жінку (224-те місце у світі). Середній вік матері при народженні першої дитини становив 29,8 року (оцінка на 2010 рік). Сумарний коефіцієнт народжуваності (СКР) жителів Сінґапуру 2011 року дорівнював 1,2; китайська, малайська та індійська спільноти мали коефіцієнт народжуваність 1,08, 1,64 і 1,09, відповідно. 2010 року коефіцієнт народжуваності малайців був на 70 % вище, ніж у китайців та індійців. Сінґапур намагається підвищити рівень народжуваності протягом багатьох років до рівня 2,1 народжень на одну жінку.
Смертність у Сінґапурі 2015 року становила 3,43 ‰ (217-те місце у світі).
Природний приріст населення в країні 2015 року становив 1,89 % (57-ме місце у світі). Щорічний загальний приріст населення у 2012 році становив 2,5 %.

### Вікова структура

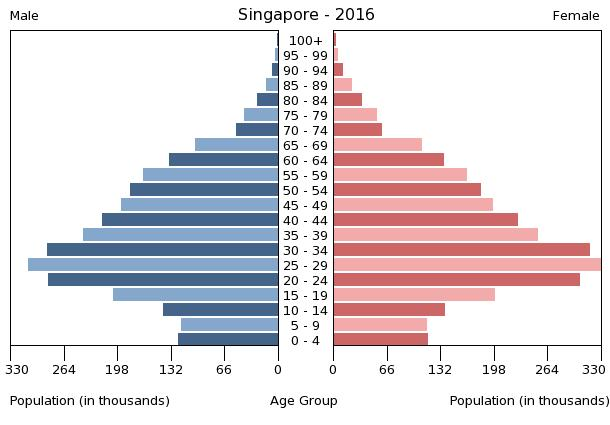
Віково-статева піраміда населення Сінґапуру, 2016 рік

Середній вік населення Сінґапуру становить 34,3 року; 34,234,4 (83-тє місце у світі): для чоловіків — 34,2, для жінок — 34,4 року. Очікувана середня тривалість життя 2015 року становила 84,68 року (3-тє місце у світі), для чоловіків — 82,06 року, для жінок — 87,5 року.
Вікова структура населення Сінгапуру, станом на 2015 рік, мала такий вигляд:
- діти віком до 14 років — 13,14 % (381 404 чоловіка, 364 424 жінки);
- молодь віком 15—24 роки — 17,43 % (486 979 чоловіків, 502 159 жінок);
- дорослі віком 25—54 роки — 50,39 % (1 393 686 чоловіків, 1 465 601 жінка);
- особи передпохилого віку (55—64 роки) — 10,16 % (288 489 чоловіків, 287 991 жінки);
- особи похилого віку (65 років і старіші) — 8,88 % (229 117 чоловіків, 274 621 жінка)[1].

### Шлюбність— розлучуваність
Коефіцієнт шлюбності, тобто кількість шлюбів на 1 тис. осіб за календарний рік, дорівнює 6,8; коефіцієнт розлучуваності — 1,9; індекс розлучуваності, тобто відношення шлюбів до розлучень за календарний рік — 28 (2010). Середній вік, коли чоловіки беруть перший шлюб дорівнює 30,1 року, жінки — 27,9 року, загалом — 29,0 року (дані за 2014 рік).

## Розселення
Густота населення країни 2015 року становила 8005,3 особи/км² (3-те місце у світі).

### Урбанізація
Сінґапур надзвичайно урбанізована країна. Рівень урбанізованості становить 100 % населення країни (станом на 2015 рік), темпи зростання частки міського населення — 2,02 % (оцінка тренду за 2010—2015 роки).
Головні міста держави: Сінґапур (столиця) — 5,619 млн осіб (дані за 2015 рік).

### Міграції
Річний рівень імміграції 2015 року становив 14,05 ‰ (5-те місце у світі). Цей показник не враховує різниці між законними і незаконними мігрантами, між біженцями, трудовими мігрантами та іншими.

## Расово-етнічний склад
| Етнічний склад (2014 рік) | Етнічний склад (2014 рік) | Етнічний склад (2014 рік) | Етнічний склад (2014 рік) | Етнічний склад (2014 рік) |
| ------------------------- | ------------------------- | ------------------------- | ------------------------- | ------------------------- |
| Етнос:                    |                           |                           | Відсоток:                 |                           |
| китайці                   | китайці                   |                           | 74.2%                     | 74.2%                     |
| малайці                   | малайці                   |                           | 13.3%                     | 13.3%                     |
| індійці                   | індійці                   |                           | 9.2%                      | 9.2%                      |
| інші                      | інші                      |                           | 3.3%                      | 3.3%                      |

Сінгапур є багатонаціональною та мультикультурною країною. Головні етноси країни: китайці — 74,2 %, малайці — 13,3 %, індійці — 9,2 %, інші — 3,3 % населення (оціночні дані за 2013 рік). Малайці визнані корінним населенням, хоча більшість з них є нащадками іммігрантів з Індонезії та Малайзії, що прибули після 1945 року.

## Мови
| Мови Сінґапуру (2020 рік) | Мови Сінґапуру (2020 рік) | Мови Сінґапуру (2020 рік) | Мови Сінґапуру (2020 рік) | Мови Сінґапуру (2020 рік) |
| ------------------------- | ------------------------- | ------------------------- | ------------------------- | ------------------------- |
| Мова:                     |                           |                           | Відсоток:                 |                           |
| мандаринська              | мандаринська              |                           | 29.9%                     | 29.9%                     |
| англійська                | англійська                |                           | 48.3%                     | 48.3%                     |
| тамільська                | тамільська                |                           | 2.5%                      | 2.5%                      |
| малайська                 | малайська                 |                           | 9.2%                      | 9.2%                      |
| інші                      | інші                      |                           | 1.4%                      | 1.4%                      |

Офіційні мови: мандаринська — володіє 29,9 % населення країни, англійська — 48,3 %тамільська — 2,5 %, малайська — 9,2 %. Інші поширені мови: китайські діалекти — 8,7 %, індійські мови — 1,2 %, інші мови — 1,1 % (оцінка 2020 року). Англійська мова є основною робочою мовою і обов'язковою першою мовою в усіх школах у Сінґапурі.

## Релігії
| Релігії в Сінґапурі (2009 рік) | Релігії в Сінґапурі (2009 рік) | Релігії в Сінґапурі (2009 рік) | Релігії в Сінґапурі (2009 рік) | Релігії в Сінґапурі (2009 рік) |
| ------------------------------ | ------------------------------ | ------------------------------ | ------------------------------ | ------------------------------ |
| Віросповідання:                |                                |                                | Відсоток:                      |                                |
| буддисти                       | буддисти                       |                                | 33.9%                          | 33.9%                          |
| мусульмани                     | мусульмани                     |                                | 14.3%                          | 14.3%                          |
| даоїсти                        | даоїсти                        |                                | 11.3%                          | 11.3%                          |
| католики                       | католики                       |                                | 7.1%                           | 7.1%                           |
| індуїсти                       | індуїсти                       |                                | 5.2%                           | 5.2%                           |
| християни                      | християни                      |                                | 11%                            | 11%                            |
| інші                           | інші                           |                                | 0.7%                           | 0.7%                           |
| атеїсти                        | атеїсти                        |                                | 16.4%                          | 16.4%                          |

Головні релігії й вірування, які сповідує, і конфесії та церковні організації, до яких відносить себе населення країни: буддизм (махаяна) — 33,9 %, іслам — 14,3 %, даосизм — 11,3 %, католицизм — 7,1 %, індуїзм — 5,2 %, інші течії християнства — 11 %, інші — 0,7 %, не сповідують жодної — 16,4 % (станом на 2010 рік).

## Освіта
Рівень письменності 2015 року становив 96,8 % дорослого населення (віком від 15 років): 98,6 % — серед чоловіків, 95 % — серед жінок.
Державні витрати на освіту становлять 2,9 % ВВП країни, станом на 2013 рік (140-ве місце у світі).

## Охорона здоров'я
Забезпеченість лікарями в країні на рівні 1,95 лікаря на 1000 мешканців (станом на 2013 рік). Забезпеченість лікарняними ліжками в стаціонарах — 2 ліжка на 1000 мешканців (станом на 2011 рік). Загальні витрати на охорону здоров'я 2014 року становили 4,9 % ВВП країни (146-те місце у світі).
Смертність немовлят до 1 року, станом на 2015 рік, становила 2,48 ‰ (221-ше місце у світі); хлопчиків — 2,65 ‰, дівчаток — 2,28 ‰. Рівень материнської смертності 2015 року становив 10 випадків на 100 тис. народжень (182-ге місце у світі).
Сінґапур входить до складу ряду міжнародних організацій: Міжнародного руху (ICRM) і Міжнародної федерації товариств Червоного Хреста і Червоного Півмісяця (IFRCS), Дитячого фонду ООН (UNISEF), Всесвітньої організації охорони здоров'я (WHO).

### Захворювання
Станом на серпень 2016 року в країні були зареєстровані випадки зараження вірусом Зіка через укуси комарів Aedes, переливання крові, статевим шляхом, під час вагітності.
Кількість хворих на СНІД невідома, дані про відсоток інфікованого населення в репродуктивному віці 15—49 років відсутні. Дані про кількість смертей від цієї хвороби за 2014 рік відсутні.
Частка дорослого населення з високим індексом маси тіла 2014 року становила 6,8 % (142-ге місце у світі).

### Санітарія
Доступ до облаштованих джерел питної води 2015 року мало 100 % в сільській місцевості; загалом 100 % населення країни. Відсоток забезпеченості населення доступом до облаштованого водовідведення (каналізація, септик): в містах — 100 %, загалом по країні — 100 % (станом на 2015 рік). Споживання прісної води, станом на 2005 рік, дорівнює 0,19 км³ на рік, або 81,97 тонни на одного мешканця на рік: з яких 47 % припадає на побутові, 53 % — на промислові, 0 % — на сільськогосподарські потреби.

## Соціально-економічне становище
Співвідношення осіб, що в економічному плані залежать від інших, до осіб працездатного віку (15—64 роки) загалом становить 37,4 % (станом на 2015 рік): частка дітей — 21,4 %; частка осіб похилого віку — 16,1 %, або 6,2 потенційно працездатного на 1 пенсіонера. Загалом ці показники характеризують рівень затребуваності державної допомоги в секторах освіти, охорони здоров'я і пенсійного забезпечення, відповідно. Дані про відсоток населення країни, що перебуває за межею бідності, відсутні. Розподіл доходів домогосподарств у країні має такий вигляд: нижній дециль — 2,3 %, верхній дециль — 11 % (станом на 2014 рік).
Станом на 2016 рік, уся країна була електрифікована, усе населення країни мало доступ до електромереж. Рівень проникнення інтернет-технологій надзвичайно високий. Станом на липень 2015 року в країні налічувалось 4,659 млн унікальних інтернет-користувачів (73-тє місце у світі), що становило 82,1 % загальної кількості населення країни.

### Трудові ресурси
Загальні трудові ресурси 2015 року становили 3,588 млн осіб, що є громадянами держави (98-ме місце у світі). Зайнятість економічно активного населення у господарстві країни розподіляється таким чином: аграрне, лісове і рибне господарства — 1,3 %; промисловість і будівництво — 14,8 %; сфера послуг — 83,9 % (станом на 2014 рік). Статистика зайнятості ведеться лише для громадян держави. Безробіття 2015 року дорівнювало 2 % працездатного населення, 2014 року — 2 % (14-те місце у світі); серед молоді у віці 15—24 років ця частка становила 7 %, серед юнаків — 5,4 %, серед дівчат — 9 % (121-ше місце у світі).

## Кримінал

#### Наркотики

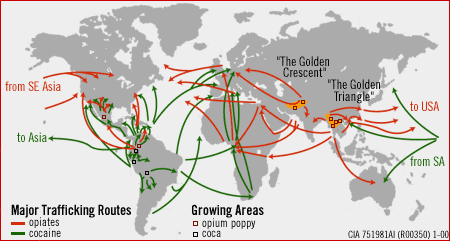
Світові маршрути наркотрафіку

Споживання наркотичних засобів досить обмежене через жорстоку державну політику щодо таких правопорушень, аж до страти. Через розвинену фінансову інфраструктуру, важливе положення на перехресті міжнародних транспортних шляхів, незважаючи на суворі закони, Сінгапур дуже вразливий для відмивання грошей.

### Торгівля людьми
Згідно зі щорічною доповіддю про торгівлю людьми (англ. Trafficking in Persons Report) Управління з моніторингу та боротьби з торгівлею людьми Державного департаменту США, уряд Сінґапуру докладає значних зусиль в боротьбі з явищем примусової праці, сексуальної експлуатації, незаконною торгівлею внутрішніми органами, але законодавство відповідає мінімальним вимогам американського закону 2000 року щодо захисту жертв (англ. Trafficking Victims Protection Act’s) не в повній мірі, країна знаходиться у списку другого рівня.

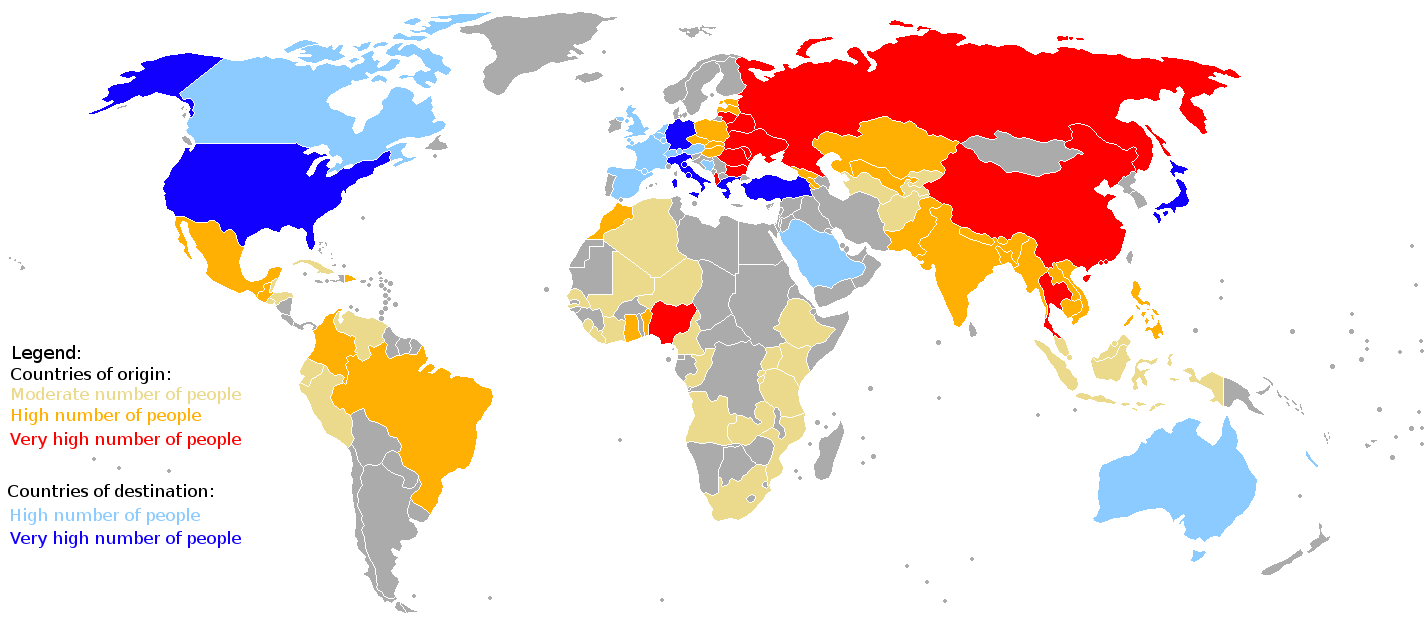
Країни-донори (червоний) і країни-реципієнти кримінальних потоків  (англ.)
Глобальна боротьба з торгівлею людьми (англ.)

## Гендерний стан
Статеве співвідношення (оцінка 2015 року):
- при народженні — 1,07 особи чоловічої статі на 1 особу жіночої;
- у віці до 14 років — 1,05 особи чоловічої статі на 1 особу жіночої;
- у віці 15—24 років — 0,97 особи чоловічої статі на 1 особу жіночої;
- у віці 25—54 років — 0,95 особи чоловічої статі на 1 особу жіночої;
- у віці 55—64 років — 1 особи чоловічої статі на 1 особу жіночої;
- у віці за 64 роки — 0,83 особи чоловічої статі на 1 особу жіночої;
- загалом — 0,96 особи чоловічої статі на 1 особу жіночої[1].

## Демографічні дослідження
Демографічні дослідження в країні ведуться рядом державних і наукових установ:

### Українською
- Атлас. 10-11 клас. Економічна і соціальна географія світу / упорядники :  О. Я. Скуратович, Н. І. Чанцева. — К. : ДНВП «Картографія», 2010. — ISBN 978-966-475-639-3.
- Атлас світу / голов. ред. І. С. Руденко ; зав. ред. В. В. Радченко ; відп. ред. О. В. Вакуленко. — К. : ДНВП «Картографія», 2005. — 336 с. — ISBN 9666315467.
- Безуглий В. В. Економічна і соціальна географія зарубіжних країн : Навчальний посібник. — К. : ВЦ «Академія», 2007. — 704 с. — ISBN 978-966-580-239-6.
- Безуглий В. В., Козинець С. В. Регіональна економічна і соціальна географія світу : Навчальний посібник. — видання 2-ге, доп., перероб. — К. : ВЦ «Академія», 2007. — 688 с. — ISBN 966-580-144-9.
- Головченко В. І., Кравчук О. Країнознавство: Азія, Африка, Латинська Америка, Австралія і Океанія. — К., 2006. — 335 с. — ISBN 966-8939-04-2.
- Гудзеляк І. І. Географія населення: Навчальний посібник / І. Гудзеляк. — Л. : Видавничий центр ЛНУ імені Івана Франка, 2008. — 232 с. — ISBN 978-966-613-599-8.
- Дахно І. І. Країни світу: Енциклопедичний довідник / І. І. Дахно, С. М. Тимофієв. — К. : Мапа, 2011. — 606 с. — (Бібліотека нового українця) — ISBN 978-966-8804-23-6.
- Дахно І. І. Економічна географія зарубіжних країн : навчальний посібник. — К. : Центр учбової літератури, 2014. — 319 с. — ISBN 978-611-01-0682-5.
- Джаман В. О. Регіональні системи розселення: демографічні аспекти. — Чернівці : Рута, 2003. — 392 с. — ISBN 9665685988.
- Дорошенко Л. С. Демографія: Навчальний посібник. — К. : МАУП, 2005. — 112 с. — ISBN 966-608-442-2.
- Дубович І. А. Країнознавчий словник-довідник. — 5-те вид., перероб. і доп. — К. : Знання, 2008. — 839 с. — ISBN 978-966-346-330-8.
- Економічна і соціальна географія країн світу. Навчальний посібник / За ред. Кузика С. П. — Л. : Світ, 2002. — 672 с. — ISBN 966-603-178-7.
- Загальна медична географія світу / В. О. Шевченко [та ін.] — К. : [б.в.], 1998. — 178 с.
- Ігнатьєв П. М. Країнознавство: Країни Азії. — Ч. : Книги-XXI, 2004. — 383 с. — ISBN 966-8029-53-4.
- Книш М. М., Мамчур О. І. Регіональна економічна і соціальна географія світу (Латинська Америка та Карибські країни, Африка, Азія, Океанія) : навч. посіб. — Л. : ЛНУ ім. Івана Франка, 2013. — 368 с. — ISBN 978-617-10-0007-0.
- Крисаченко В. С. Динаміка населення: Популяційні, етнічні та глобальні виміри. — К. : Видавництво Національного інституту стратегічних досліджень, 2005. — 368 с. — ISBN 966-554-083-1.
- Любіцева О. О., Мезенцев К. В., Павлов С. В. Географія релігій. — К. : АртЕК, 1999. — 504 с. — ISBN 966-505-006-0.
- Масляк П. О. Країнознавство. — К. : Знання, 2007. — 292 с. — (Вища освіта XXI століття)
- Масляк П. О., Дахно І. І. Економічна і соціальна географія світу / П. О. Масляк, І. І. Дахно ; за ред. П. О. Масляка. — К. : Вежа, 2003. — 280 с. — ISBN 966-7091-53-8.

### Російською
- (рос.) Сингапур // Демографический энциклопедический словарь / главн. ред. Валентей Д. И. — М. : Советская энциклопедия, 1985. — 608 с.
- (рос.) Сингапур // Страны и народы. Зарубежная Азия. Юго-Восточная Азия / Редкол. : П. И. Пучков (отв. ред.) и др. — М. : «Мысль», 1979. — 303 с. — (Страны и народы) — 180 тис. прим.
- (рос.) Атлас народов мира / Отв. ред. С. И. Брук и В. С. Апенченко. — М. : ГУГК ГГК СССР и Институт этнографии им. Н. Н. Миклухо-Маклая АН СССР, 1964. — 185 с. — 20 тис. прим.
- (рос.) Численность и расселение народов мира. Этнографические очерки / под ред. С. И. Брука. — М. : Издательство АН СССР, 1962. — 487 с.
- (рос.) Лаппо Г. М. География городов: Учебное пособие для географических факультетов вузов. — М. : Туманит, изд. центр ВЛАДОС, 1997. — 476 с. — ISBN 5-691-00047-0.
- (рос.) Ягельский А. География населения. — М. : Прогресс, 1980. — 383 с.